# Redemptoris Missio
Redemptoris Missio (Latijn voor: De zending van de verlosser) is de achtste encycliek van paus Johannes Paulus II en verscheen op 7 december 1990. Ze draagt als ondertitel : Over de blijvende geldigheid van de missie-opdracht.
Deze encycliek gaat nader in op missie en evangelisatie.